# Estatua ecuestre de George Henry Thomas
El Mayor general George Henry Thomas, también conocido como Thomas Circle Monument, es una escultura ecuestre en Washington D. C. que honra al general de la guerra de Secesión George Henry Thomas. El monumento está ubicado en el centro de Thomas Circle, en el límite de los vecindarios del centro y Logan Circle. Fue esculpido por John Quincy Adams Ward, conocido por su trabajo en la estatua de George Washington en Wall Street, Manhattan. Los asistentes a la dedicación en 1879 incluyeron al presidente Rutherford B. Hayes, los generales Irvin McDowell, Philip Sheridan y William Tecumseh Sherman, senadores y miles de soldados.
La escultura es uno de los dieciocho monumentos de la Guerra Civil en Washington D. C., que se incluyeron colectivamente en el Registro Nacional de Lugares Históricos en 1978. Es considerada por críticos de arte e historiadores como una de las mejores estatuas ecuestres de la ciudad. La estatua, que descansa sobre un pedestal ovalado, y el parque que la rodea son propiedad y están mantenidos por el Servicio de Parques Nacionales, una agencia federal del Departamento del Interior.

## Historia

### Contexto
El virginiano George Henry Thomas fue un general de la Unión y un comandante principal en el frente occidental de la guerra de Secesión. Durante la Batalla de Chickamauga, fue responsable de salvar al Ejército de la Unión de ser derrotado por completo, lo que le valió el apodo de "Roca de Chickamauga". La Sociedad del Ejército de Cumberland, compuesta por veteranos, eligió erigir un monumento a Thomas utilizando cañones de bronce capturados de las fuerzas confederadas. John Quincy Adams Ward fue seleccionado para esculpir la estatua y comenzó el proceso en 1875. La escultura, que costó 40 000 dólares, dólares fue pagada por la Sociedad. El 31 de julio de 1876, el Congreso asignó 25 000 dólares para pagar el pedestal y la base, aunque el costo final fue de solo 20 000 dólares. El contrato para la estatua establecía que tres de las patas del caballo debían tocar el suelo. Esto fue para asegurarse de que no recibiera el mismo tipo de crítica que recibió la escultura de Andrew Jackson en Lafayette Square y para evitar el "animal teatral y teatral que posa y adopta posturas en muchas de las plazas públicas de los Estados Unidos". La viuda de Thomas, Frances, le dio a Ward fotografías de su esposo y le prestó el uniforme y la silla de montar de Thomas para que lo ayudara con el diseño. Después de terminar el modelo de yeso en 1879, Ward invitó a la familia de Thomas, a los funcionarios de la Sociedad y a miembros de la prensa a su estudio en Nueva York para ver el modelo. La reacción fue muy positiva. La Sociedad quedó tan impresionada con el trabajo de Ward que luego lo seleccionaron para diseñar el Monumento a James A. Garfield y también la estatua ecuestre de Philip Sheridan, aunque el contrato para este último finalmente se canceló. Los arquitectos John L. Smithmeyer y Paul J. Pelz, más conocidos por diseñar el edificio Thomas Jefferson y Healy Hall, fueron seleccionados para diseñar la base del monumento. La fundición Bureau Brothers fundió la escultura, mientras que el contratista M. K. Chase proporcionó la mampostería. La rotonda donde se erigió el monumento se conocía anteriormente como Memorial Circle porque los residentes cercanos plantaron árboles conmemorativos en honor a sus respectivos estados de origen. El nombre se cambió a Thomas Circle cuando se instaló el monumento.

### Dedicación

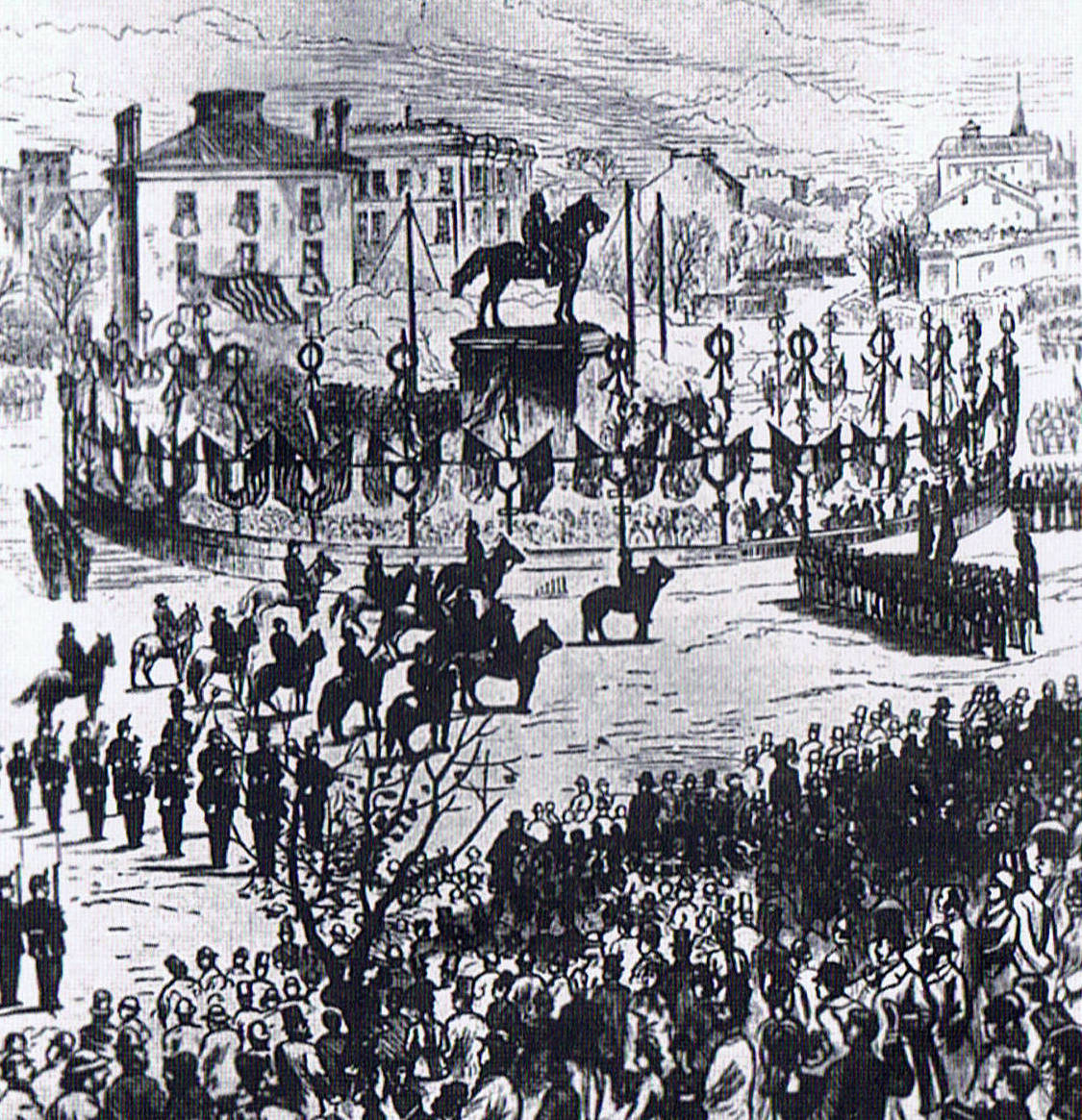
Dibujo de la dedicación de la estatua.

El monumento se dedicó el 19 de noviembre de 1879, con una asistencia estimada de 50 000 personas. Harper's Weekly describió el evento como la ceremonia más grande jamás realizada en la ciudad La ceremonia contó con un 2 de dos millas procesión militar, encabezada por el general Thomas Turpin Crittenden, de alrededor de 500 veteranos del ejército de Cumberland, 1000 soldados del ejército, 1000 infantes de marina y marineros, tropas estatales de Maryland, Nueva York y Pensilvania, y los generales Irvin McDowell, Philip Sheridan y William Tecumseh Sherman. La música de la procesión estuvo a cargo de siete bandas militares, con la Banda de la Marina de los Estados Unidos en primera posición. La procesión comenzó al este del Capitolio de los Estados Unidos y pasó junto al presidente Rutherford B. Hayes en la Casa Blanca en su camino hacia el sitio conmemorativo. La mayoría de los edificios a lo largo de la línea de marcha, incluidos casi todos los edificios de la avenida Pensilvania, estaban decorados con banderas, serpentinas y otras decoraciones. El edificio más elaboradamente decorado a lo largo de la línea de marcha fue la oficina del intendente general, ubicada en la esquina de la calle 15y la avenida Pensilvania NW, que estaba decorada con numerosas banderas y un lienzo con un retrato de Thomas. El círculo y las casas que lo rodeaban estaban profusamente decorados. Había 38 postes, cada uno de 10 m de alto, colocados alrededor del borde del círculo, con la bandera de cada estado de EE. UU. en ese momento. Se erigió una plataforma temporal con capacidad para 1500 personas alrededor de parte del círculo para invitados especiales y dignatarios.

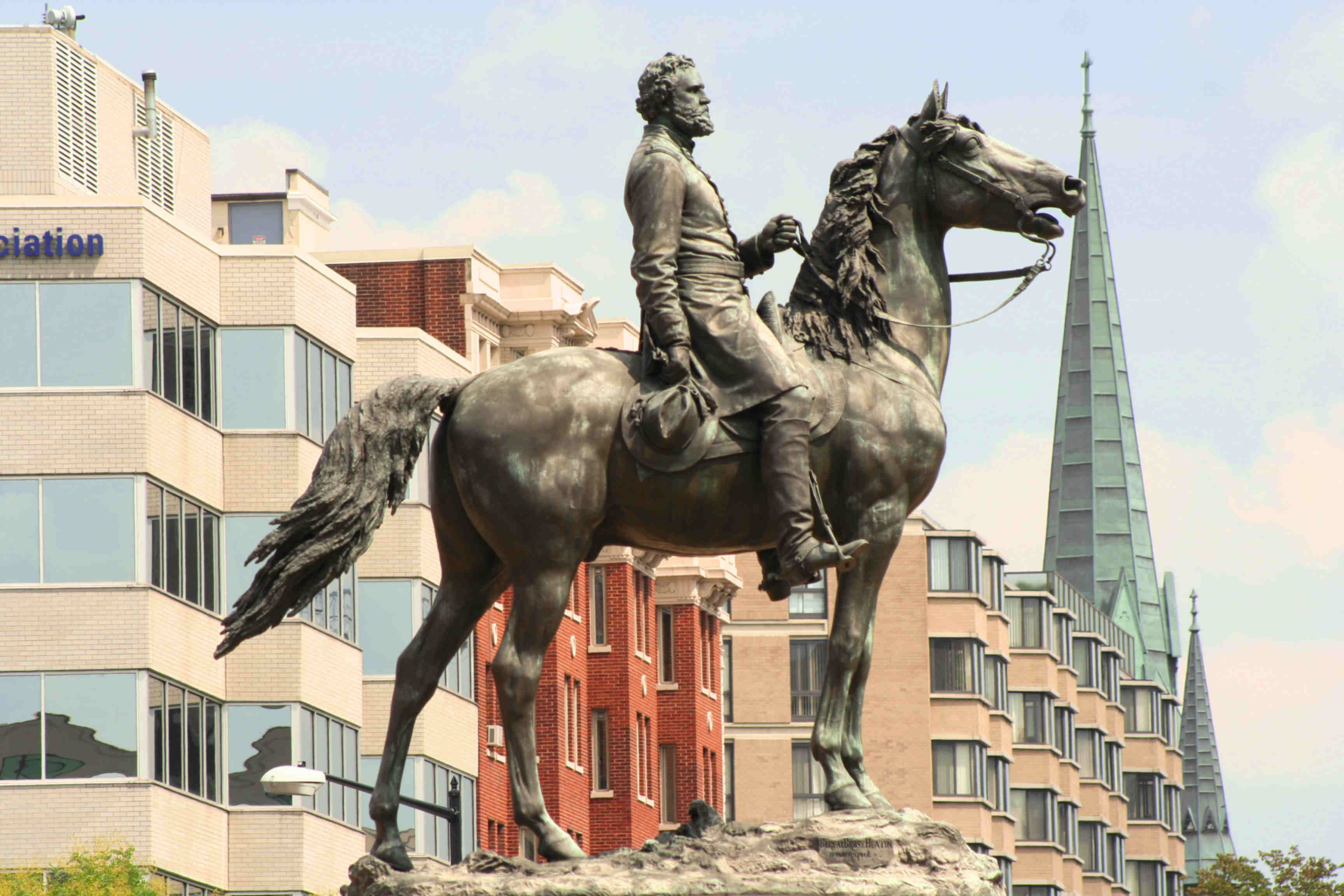
La estatua con los chapiteles de la Iglesia de la Ascensión y Santa Inés

La ceremonia comenzó con una oración seguida de las canciones " Hail to the Chief " y " The Star-Spangled Banner ". Luego se inauguró la estatua acompañada de un saludo de trece cañonazos. Después de la inauguración, un coro de 100 hombres cantó himnos con música interpretada por la Marine Band. El general Anson G. McCook, miembro de Fighting McCooks que sirvió bajo Thomas, pronunció el discurso de inauguración. El senador Stanley Matthews también pronunció un discurso que incluyó la presentación de la estatua como ofrenda al país. La estatua fue aceptada por el presidente Hayes en nombre del pueblo estadounidense. Hayes declaró: "En nombre del pueblo de los Estados Unidos aceptó esta noble estatua, tan digna de su tema, erigida en honor del general George H. Thomas por sus camaradas del ilustre Ejército de Cumberland.” El monumento fue la sexta escultura ecuestre erigida en Washington D. C.

### Influencia y designación histórica
Los críticos de arte, historiadores e investigadores de monumentos de la Guerra Civil Kirk Savage y Kathryn Allamong Jacob consideran que el monumento de Thomas es una de las mejores estatuas ecuestres de Washington D. C. Según Savage, "aumentó el prestigio del círculo al dándole una identidad conmemorativa en este paisaje que emerge rápidamente" y "sirvió a la vez como un monumento nacional en honor a un héroe de guerra y un servicio inmobiliario para un entorno urbano próspero". Aumentó el desarrollo en Thomas Circle y sus alrededores, aunque ninguna de las casas señoriales alrededor del círculo sigue en pie. Junto con otros diecisiete monumentos de la Guerra Civil, el general de división George Henry Thomas se agregó al Registro Nacional de Lugares Históricos el 20 de septiembre de 1978 y al Inventario de Sitios Históricos del Distrito de Columbia el 3 de marzo de 1979. La escultura y el parque circundante son propiedad y están mantenidos por el Servicio de Parques Nacionales, una agencia federal del Departamento del Interior.

## Diseño y ubicación

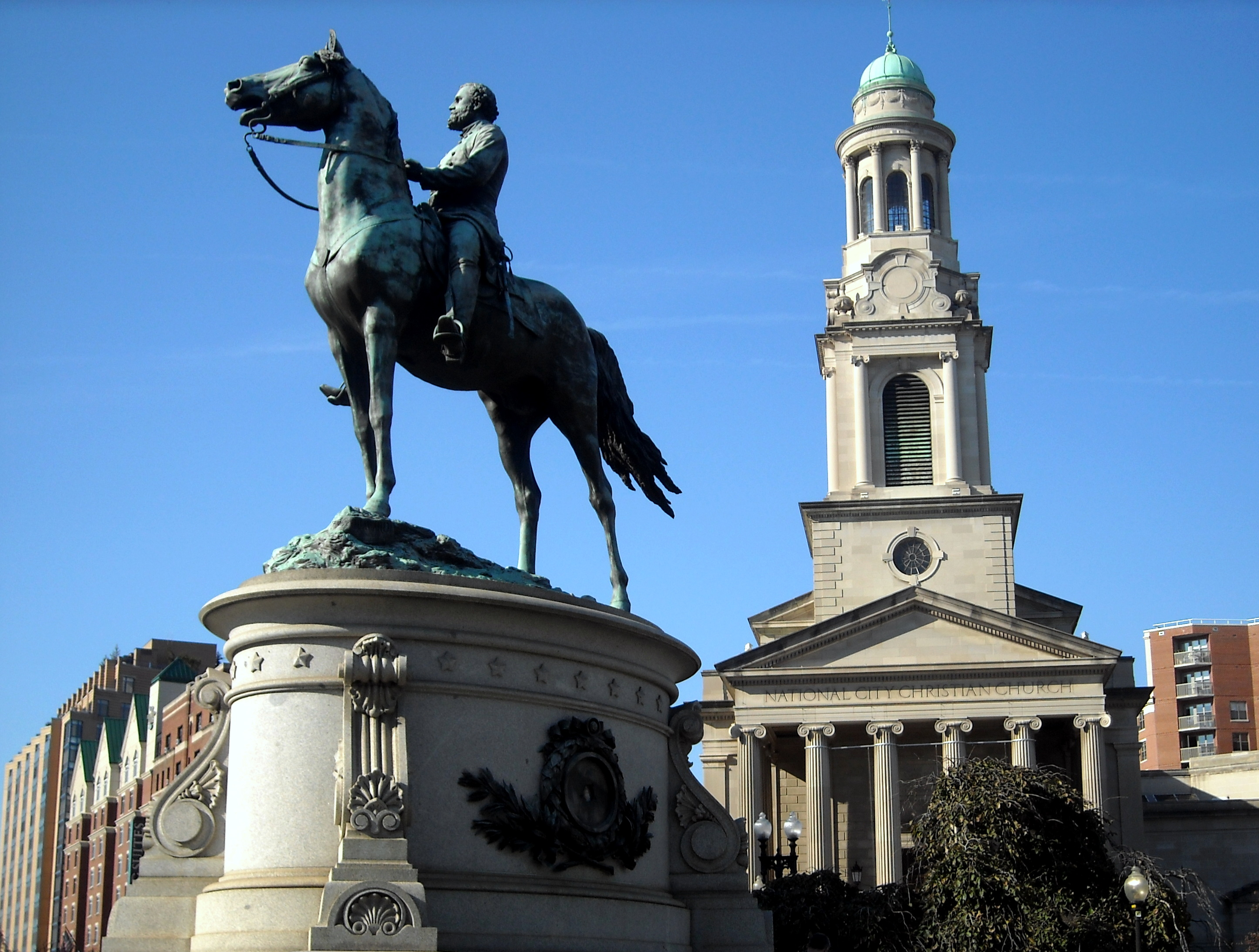
La estatua de Thomas con la Iglesia Cristiana de National City al fondo.

El monumento está ubicado en el centro de Thomas Circle, en la intersección de las calles 14 y M, y las avenidas Massachusetts y Vermont NW. Luego de una reconstrucción de Thomas Circle completada en 2006, nuevas aceras y paisajismo permitieron a los visitantes un acceso más fácil al monumento y al parque circundante. El monumento tiene unos 10 m de alto mientras que la estatua en sí tiene unos 5 m de alto. Las figuras de bronce de Tomás y el caballo tienen aproximadamente el doble de su tamaño natural. Se representa a Thomas inspeccionando un campo de batalla mientras está en la cima de una colina. Sostiene las riendas del caballo con su mano izquierda y su mano derecha sostiene su sombrero y guantes. Thomas viste un abrigo militar cruzado y botas de montar sencillas, mientras que su espada cuelga de su lado izquierdo. El caballo mira al frente mientras el viento sopla su melena y su cola. Sus "fosas nasales dilatadas, orejas erguidas, músculos tensos y cola tupida y ondulante" demuestran la emoción del caballo. El caballo fue originalmente diseñado para ser una yegua. Después de que se señaló que Thomas solo montaba sementales, se hicieron adiciones a la escultura, aunque la cabeza y el cuello delgados aún recuerdan a una yegua.
La estatua se encuentra sobre un pedestal ovalado de granito con dos volutas barrocas en cada extremo. Una insignia de bronce del Ejército de Cumberland, que Thomas había comandado, y una corona de laurel también están a cada lado del pedestal. La base circular de granito presenta cuatro escalones y cuatro bloques que sobresalen desde el pedestal hasta el escalón más bajo. Las lámparas de gas decorativas se encontraban anteriormente en los cuatro bloques de la base, pero se quitaron alrededor de 1922.
Las inscripciones en el monumento incluyen lo siguiente:
- (pedestal lado este) erigido por sus camaradas / DE LA SOCIEDAD DE / EL EJÉRCITO DEL CUMBERLAND
- (pedestal, lado oeste) MAJ. GEN. GEORGE H. THOMAS / SAN FRANCISCO CAL. / 28 DE MARZO DE 1870
- (parte inferior de la escultura, lado este) JQA WARD SCULP 1879
- (parte inferior de la escultura, lado oeste) BUREAU BROS & HEATON / FOUNDERS. phil